# Vi Bilägare
Vi Bilägare (dansk: "Vi bilejere") er Sveriges største biltidsskrift. Det blev grundlagt i 1930 under navnet Bilekonomi af indkøbsforeningen Bilägarnas inköpscentral, som siden blev til OK.

## Indhold
Sædvanligt indhold i tidsskriftet er: Nye og brugte biler, prøvekørsler og gruppetests, gør det selv-tips og afslørende reportager. Indholdet kan være alt fra tests af værktøj til rejsereportager. Vi Bilägare tester for eksempel rustbeskyttelsen på nye biler og informerer om internationalt kørekort.

## Det trykte tidsskrift
Vi Bilägare udkommer 18 gange om året i trykt form.

## Internet
- På internettet findes blandt andet Vi Bilägares fejlanmeldelse, hvor man kan rapportere om fejl og problemer med biler. Det er blevet til en omfattende samling/database af kundskaber om fejl. Fejlene kan være fabrikationsfejl eller specifikke fejl, som rammer en bestemt bilmodel. Denne information kan være nyttig hvis man selv rammes, da sådanne fejl bør håndteres som garantireparationer og ikke behøver betales af bilejeren.
- Siden 2009 har Vi Bilägare samarbejdet med Bilgaraget.se, som er en webportal for handel med brugte biler.